# CA-35
L'autoroute CA-35 est une autoroute urbaine ouverte en 2008 en Espagne. Elle permet d'accéder à Cadix depuis l'AP-4 en venant du nord (Séville...).
Elle double l'ancienne route nationale N-443.
D'une longueur de 5 km environ, elle prolonge l'AP-4 à l'est de l'agglomération et le centre urbain de Cadix sur le prolongement la N-443 qui enjambe la Baie de Cadix par un pont de 3 400 m

Elle est composée de 2 échangeurs jusqu'au pont.

## Tracé
- Elle débute à l'ouest de Puerto Real sur le prolongement de l'AP-4 et au croisement avec la CA-32.
- Elle contourne Puerto Real par l'ouest en desservant les différentes zones industrielles de la ville ainsi que son port.
- Ensuite arrive le superbe pont de 3 400 m qui enjambe la Baie de Cadix

## Sorties
| Numéro de la sortie | Nom de la sortie                                                                                            | Bifurcation |
| ------------------- | --- | ----------- |
|                     | Autoroute du Sud Jerez de la Frontera - Séville                                                             | AP-4        |
| 01                  | El Trocadero - Matagorda Port de Puerto Real - Port de la Cabezuela Zone Industrielle Rio San Pedro         |             |
|                     | Pont de la Baie de Cadix Cadix Centre Cadix-Avenida de Puerto Real - Cadix-Avenida de José Leon de Carranza |             |

### Référence
- Nomenclature